# Attika (építészet)

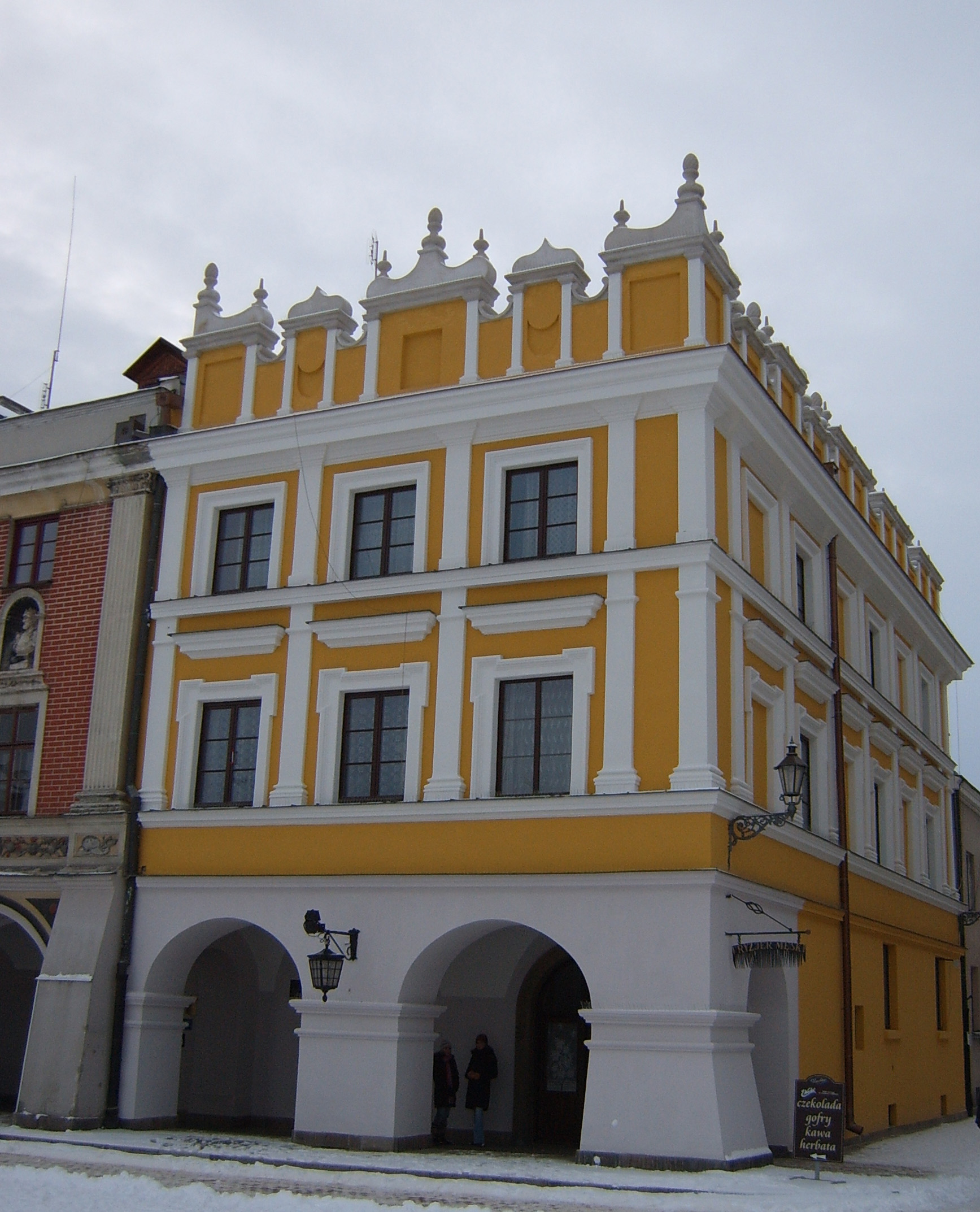
Attika kisméretű homlokzatokkal

Az attika az épület főpárkánya fölötti mellvédszerű fal, mely lehet tömör vagy áttört jellegű, díszítőelemszerű. Többnyire a tető elfedésére, a homlokzat magasítására, emeletsor kialakítására (attikaemelet) alkalmazták. Sokszor domborművekkel, feliratokkal díszítik. Gyakori volt a római építészetben, a reneszánszban, klasszicizmusban és az eklektikában. Díszítheti balusztrád is, ezt a megoldást a barokk alkalmazta.